# Sint-Remigiuskerk (Düsseldorf)
De Sint-Remigiuskerk (St. Remigiuskirche) is een katholieke kerk in Wittlaer, een stadsdeel van Düsseldorf. Het kerkgebouw is een romaanse basiliek uit de 12e tot de 13e eeuw.

## Geschiedenis
De Remigiuskerk werd in 12e eeuw als eenschepige zaalkerk gebouwd. In de volgende eeuw werd de kerk tot drieschepige basiliek uitgebouwd. De eerste schriftelijke bron, waarin het bestaan van de parochiekerk werd bevestigd, dateert uit het jaar 1144.

## Interieur
Het doopvont en een processiekruis dateren uit rond 1200. Daarnaast bezit de kerk een aantal 15e-eeuwse voorwerpen. Ewald Mataré maakte de kruisigingsgroep, het altaarkruis, de tabernakel en ontwierp voor de sacristie de vensters. Het orgel werd in 1998 door de orgelbouwer Josef Weimbs uit Hellental gebouwd. Het mechanisch sleeplade-instrument heeft 14 registers.